# Naamà
Naamà (en hebreu נַעֲמָה בת-לֶמֶך Na'amah bat Lemech), en el capítol quart del Gènesi, era la filla que Lèmec havia tingut amb la seva segona dona Sil·là i era germana de Tubal-Caín. També era germanastra de Jabal i Jubal, fills d'Adà. Era descendent de Caín, fill d'Adam.
Gordon Wenham apunta que «no és clar el motiu pel qual [Naamà] és esmentada específicament», mentre que R. R. Wilson suggereix que el narrador simplement volia oferir una genealogia equilibrada explicant que les dues mullers de Lèmec van tenir dos fills cadascuna.
Segons la mitologia jueva, després de l'expulsió del Jardí de l'Edèn, Adam es va enemistar amb Eva i va dormir sol durant 130 anys. En aquest temps, Naamà sovintejava l'alcova d'Adam juntament amb Lilit, la seva primera esposa. Va mantenir relacions amb Adam, de les quals van néixer Asmodeu i altres dimonis.